# ريتشارد بلير
ريتشارد بلير (6 مارس 1967 - )  (بالإنجليزية: Richard Blair)‏ هو لاعب كريكت بريطاني.